# Kenny Atkinson
Kenneth Neil Atkinson, detto Kenny (Huntington, 2 giugno 1967), è un allenatore di pallacanestro ed ex cestista statunitense con cittadinanza spagnola.

## Carriera da allenatore

### Brooklyn Nets
Atkinson debutta da capo allenatore dei Brooklyn Nets il 26 ottobre 2016, nella sconfitta 122-117 contro i Boston Celtics. Alla fine della stagione, il record della franchigia fu di 20-62.
La stagione successiva vide un leggero miglioramento del record, ovvero un 28-54, che però non fu sufficiente per qualificarsi ai playoff.
La terza stagione fu nettamente la sua migliore da quando allenava la squadra. Il record fu di 42-40, un miglioramento di 14 vittorie rispetto alla stagione precedente. La squadra si qualificò ai playoff con il sesto record nella Eastern Conference. Al primo round però dovettero arrendersi ai Philadelphia 76ers in 5 partite.
Il marzo 2020 si dimise dal ruolo di capo allenatore.

### Los Angeles Clippers
In seguito diventa il vice di Tyronn Lue ai Los Angeles Clippers.

## Statistiche

### Allenatore
| Stagione | Squadra       | Regular Season | Regular Season | Regular Season | Regular Season | Regular Season          | Post Season                              |
| Stagione | Squadra       | V              | P              | % V            | G              | Posizione finale        | Post Season                              |
| -------- | ------------- | -------------- | -------------- | -------------- | -------------- | ----------------------- | ---------------------------------------- |
| 2016-17  | Brooklyn Nets | 20             | 62             | 24,4           | 82             | 5º in Atlantic Division | Manca i play-off                         |
| 2017-18  | Brooklyn Nets | 28             | 54             | 34,1           | 82             | 5º in Atlantic Division | Manca i play-off                         |
| 2018-19  | Brooklyn Nets | 42             | 40             | 51,2           | 82             | 4º in Atlantic Division | Sconfitto al primo round dai 76ers (1-4) |
| 2019-20  | Brooklyn Nets | 28             | 34             | 45,2           | 62             | -                       | -                                        |
|          | Carriera      | 118            | 190            | 38,3           | 306            |                         |                                          |

## Palmarès

### Giocatore
- Continental Basketball Association: 1

Wichita Falls Texans: 1991

### Allenatore
- Campionato NBA: 1

Golden State Warriors :2022
- NBA Coach of the Year (2025)